# Daisuke Kitahara
Daisuke Kitahara (北原 大奨 Kitahara Daisuke?, nacido el 4 de abril de 1994 en Kanagawa) es un futbolista japonés que se desempeña como delantero.

## Trayectoria

### Clubes
| Club          | País  | Año    |
| ------------- | ----- | ------ |
| YSCC Yokohama | Japón | 2016 - |

## Estadística de carrera

### J. League
| Club          | Año   | J. League | J. League | Copa J. League | Copa J. League | Total | Total |
| Club          | Año   | Part.     | Goles     | Part.          | Goles          | Part. | Goles |
| ------------- | ----- | --------- | --------- | -------------- | -------------- | ----- | ----- |
| YSCC Yokohama | 2016  | 13        | 3         | -              | -              | 13    | 3     |
| YSCC Yokohama | 2017  | 9         | 1         | -              | -              | 9     | 1     |
| Total         | Total | 22        | 4         | 0              | 0              | 22    | 4     |